# Tadeusz Borowiczka
Tadeusz Borowiczka (ur. 25 września 1876 we Lwowie, zm. 30 grudnia 1934) – polski nauczyciel, profesor gimnazjalny, kapitan rezerwy piechoty Wojska Polskiego.

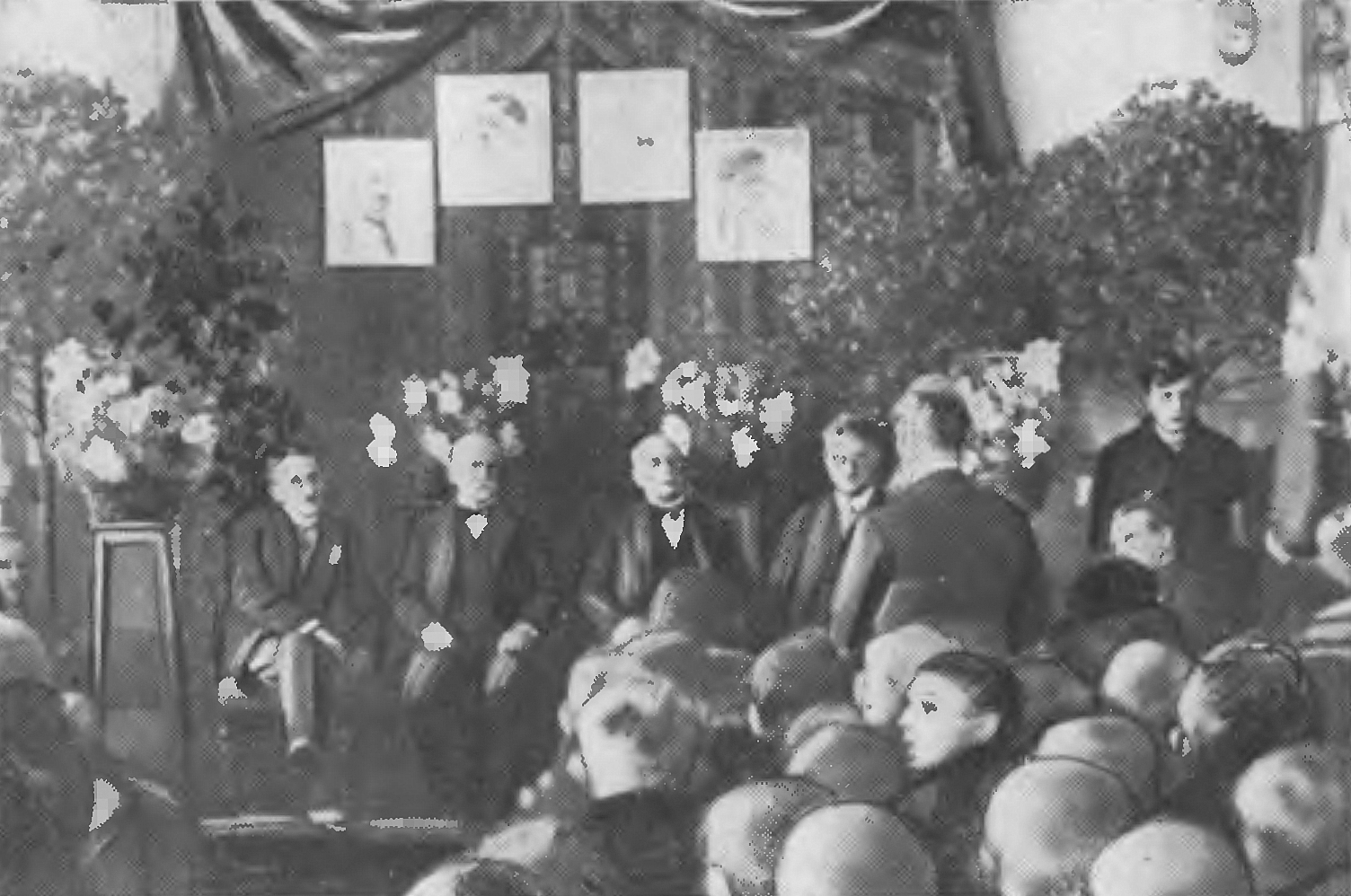
Uroczystość pożegnania profesorów VIII Gimnazjum 18 marca 1931

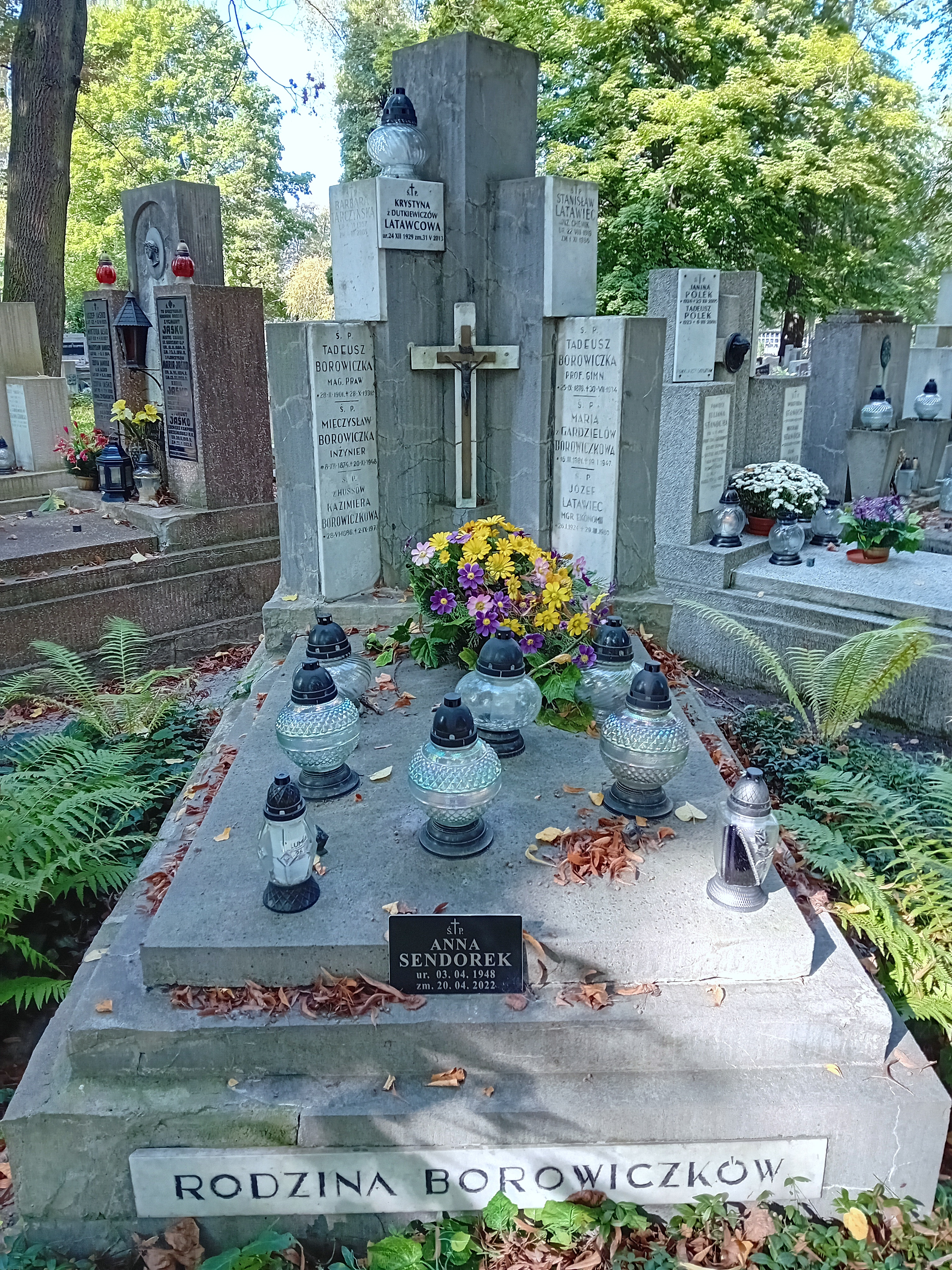
Grobowiec rodzinny Tadeusza Borowiczki

## Życiorys
Tadeusz Borowiczka urodził się 25 września 1876 we Lwowie. Był synem Karola (c. k. profesor historii naturalnej w C. K. Gimnazjum w Stanisławowie) i Marii. Miał braci Kazimierza (ur. 1870, rewident rachunkowy w C. K. Krajowej Dyrekcji Skarbu we Lwowie), Stanisława (1872–1930), także od 1899 nauczyciel i potem profesor gimnazjalny, również oficer C. K. Armii oraz kapitan Wojska Polskiego, cztery lata starszy i zmarły cztery lata wcześniej.
Kształcił się w C. K. Gimnazjum w Stanisławowie, gdzie w 1895 ukończył VII klasę. W połowie 1897 zdał z odznaczeniem pierwszy (teoretyczny) egzamin rządowy na Wydziale Inżynierii Politechniki Lwowskiej.
Z wykształcenia był nauczycielem matematyki i geometrii wykreślnej jako przedmiotów głównych. Podjął pracę nauczyciela od 31 sierpnia 1899. Egzamin zawodowy złożył 11 czerwca 1900, a 21 sierpnia 1900 został mianowany nauczycielem rzeczywistym w C. K. Wyższej Szkole Realnej w Krakowie. 10 października 1900 otrzymał roczny urlop celem odbycia służby wojskowej. W C. K. Armii w rezerwie piechoty został mianowany kadetem z dniem 1 stycznia 1902. Jako rezerwista był przydzielony do 77 galicyjskiego pułku piechoty w Przemyślu do około 1906.
W C. K. Wyższej Szkole Realnej w Krakowie przez wiele lat uczył matematyki, geometrii, rysunków geometrycznych, był zawiadowcą zbiorów geometrycznych. Po zatwierdzeniu w zawodzie nauczycielskim i otrzymaniu tytułu c. k. profesora w 1908 został członkiem c. k. komisji egzaminacyjnej dla nauczycieli szkół wydziałowych w Krakowie i pozostawał w tej funkcji przez kolejne lata. 2 lipca 1910 otrzymał VIII rangę w zawodzie. Od 15 lutego 1913 do końca roku szkolnego 1912/1913 przebywał na urlopie z powodu choroby.
Po wybuchu I wojny światowej w 1914 jako c. k. nadporucznik (tj. porucznik) pozasłużbowy został zmobilizowany w pierwszej mobilizacji C. K. Armii i służył do 26 sierpnia 1914, gdy został superarbitrowany, po czym służył ponownie od 13 lipca 1915. Przed 1918 został awansowany na stopień kapitana. Do 1918 formalnie pozostawał profesorem C. K. I. Wyższej Szkoły Realnej.
Po odzyskaniu przez Polskę niepodległości został przyjęty do Wojska Polskiego. Zweryfikowany w stopniu kapitana rezerwy piechoty ze starszeństwem z dniem 1 czerwca 1919. W pierwszej połowie lat 20. był oficerem rezerwowym 58 pułku piechoty w Poznaniu.
Na początku lat 20. nadal uczył tych samych przedmiotów w macierzystym zakładzie, początkowo pod nazwą Państwowa Pierwsza Szkoła Realna w Krakowie. Po przemianowaniu szkoły na VIII Państwowe Gimnazjum Matematyczno-Przyrodnicze im. Augusta Witkowskiego uczył wyłącznie matematyki. Pod koniec roku szkolnego 1924/1925 przebywał na urlopie. Następnie ponownie uczył w VIII Gimnazjum wykładając nadal matematykę. W pierwszym półroczu roku szkolnego 1929/1930 był na urlopie, a decyzją z 30 stycznia 1930 odszedł z pracy. Z okazji przeniesienia w stan spoczynku grupy profesorów VIII Gimnazjum, w tym Tadeusza Borowiczki (prócz niego także Jan Kmietowicz, Józef Flach, dr Stanisław Zathey, Sylweriusz Saski), w dniu 18 marca 1931 odbyła się w szkole uroczysta akademia.
Zmarł 30 grudnia 1934. Został pochowany na cmentarzu wojskowym przy ul. Prandoty w Krakowie (kwatera 7).

## Odznaczenia
austro-węgierskie
- Złoty Krzyż Zasługi z Koroną (przed 1917)[22]
- Krzyż Jubileuszowy dla Cywilnych Funkcjonariuszów Państwowych (przed 1914)[24][40]